# Vallée de Munster
Pour les articles homonymes, voir Munster.
La vallée de Munster  est située dans le département du Haut-Rhin et compte environ 17 600 habitants. La ville principale de la vallée est Munster.
Le site est illustré sur un timbre-poste de couleur mauve émis le 8 juillet 1991 ; dessiné par Eugène Lacaque, sa valeur faciale est de quatre francs.

## Économie

### Exploitation minière
Des carrières et gisements métalliques sont exploités de longue date dans la vallée. Le long du versant nord se trouvent des gisements de tétraédrite, dont est tiré principalement du cuivre, mais aussi de l’arsenic, de l’antimoine et de l’argent. Des mines se trouvent ainsi au lieu-dit Heidenbach à Munster et Im Berg à Zimmerbach. Les gisements étant assez pauvres, la plupart de ces mines ont cessé leur activité à la fin de l’époque moderne, mais celle de Zimmerbach a été réactivée pendant quelques années en 1901.